# Çıtlık, Elbistan
Çıtlık là một xã thuộc huyện Elbistan, tỉnh Kahramanmaraş, Thổ Nhĩ Kỳ. Dân số năm 2010 là 108.